# سد سانتا لوزیا
سد سانتا لوزیا (به پرتغالی: Barragem de Santa Luzia) یک سد قوسی و نیروگاه برقابی در پرتغال است که در municipality Pampilhosa da Serra, Coimbra District, Portugal واقع شده‌است.